# Vietacheta aquila
Vietacheta aquila är en insektsart som beskrevs av Andrej Vasiljevitj Gorochov 1992. Vietacheta aquila ingår i släktet Vietacheta och familjen syrsor. Inga underarter finns listade i Catalogue of Life.